# Erythrotriorchis buergersi
Erythrotriorchis buergersi là một loài chim trong họ Accipitridae.